# علی عادل‌شاه یکم
علی عادل‌شاه یکم (۱۵۵۸–۱۵۷۹) پنجمین سلطان عادل‌شاهی بیجاپور بود. او پس از پدرش ابراهیم عادل‌شاه یکم بر تخت نشست و پس از ۲۱ سال حکمرانی، درگذشت و پسرش ابراهیم عادل‌شاه دوم بر تخت نشست.